# Norgesmesterskapet 1968
La Norgesmesterskapet 1968 di calcio fu la 63ª edizione del torneo. Terminò il 27 ottobre 1968, con la vittoria del Lyn Oslo sul Mjøndalen per 3-0. Fu l'ottavo titolo nella storia del club.

## Risultati

### Primo turno
| Squadra 1 | Risultato | Squadra 2 |
| --------- | --------- | --------- |
| Askim     | 1 – 2     | Lyn Oslo  |

### Secondo turno
| Squadra 1 | Risultato | Squadra 2 |
| --------- | --------- | --------- |
| Lyn Oslo  | 11 – 0    | Liv       |

### Terzo turno
| Squadra 1    | Risultato | Squadra 2          |
| ------------ | --------- | ------------------ |
| Brann        | 2 – 2     | Vigør              |
| Ulf-Sandnes  | 0 – 0     | Vard Haugesund     |
| Heddal       | 1 – 4     | Lyn Oslo           |
| Start        | 0 – 1     | Flekkefjord        |
| Verdal       | 0 – 1     | Aurskog/Finstadbru |
| Fredrikstad  | 6 – 1     | Gvarv              |
| Aalesund     | 0 – 1     | Molde              |
| Haugar       | 0 – 1     | Bryne              |
| Clausenengen | 0 – 4     | HamKam             |
| Vålerengen   | 5 – 1     | Drafn              |
| Sogndal      | 1 – 2     | Mjøndalen          |
| Strømmen     | 4 – 1     | Skeid              |
| Bodø/Glimt   | 1 – 2     | Steinkjer          |
| Rosenborg    | 4 – 1     | Mjølner            |
| Strømsgodset | 0 – 2     | Moss               |
| Raufoss      | 2 – 0     | Lisleby            |

#### Ripetizione
| Squadra 1      | Risultato | Squadra 2   |
| -------------- | --------- | ----------- |
| Vigør          | 1 – 3     | Brann       |
| Vard Haugesund | 0 – 4     | Ulf-Sandnes |

### Quarto turno
| Squadra 1          | Risultato | Squadra 2   |
| ------------------ | --------- | ----------- |
| Lyn Oslo           | 9 – 0     | Flekkefjord |
| Moss               | 2 – 1     | Raufoss     |
| Aurskog/Finstadbru | 0 – 2     | Fredrikstad |
| HamKam             | 0 – 7     | Vålerengen  |
| Molde              | 3 – 0     | Bryne       |
| Brann              | 2 – 1     | Ulf-Sandnes |
| Mjøndalen          | 2 – 2     | Strømmen    |
| Steinkjer          | 2 – 6     | Rosenborg   |

#### Ripetizione
| Squadra 1 | Risultato | Squadra 2 |
| --------- | --------- | --------- |
| Strømmen  | 1 – 4     | Mjøndalen |

### Quarti di finale
| Squadra 1   | Risultato | Squadra 2 |
| ----------- | --------- | --------- |
| Fredrikstad | 4 – 3     | Molde     |
| Rosenborg   | 4 – 2     | Moss      |
| Brann       | 1 – 4     | Lyn Oslo  |
| Vålerengen  | 1 – 2     | Mjøndalen |

### Semifinali
| Squadra 1 | Risultato | Squadra 2   |
| --------- | --------- | ----------- |
| Mjøndalen | 2 – 1     | Rosenborg   |
| Lyn Oslo  | 4 – 1     | Fredrikstad |

### Finale
| Arbitro: | Øberg |

|                                          |           |  |
| Dybwad-Olsen 39’ J. Berg 81’ H. Berg 89’ | Marcatori |  |

#### Formazioni
| Lyn Oslo (4-2-4) |  |                        |
|                  |  |                        |
| POR              |  | Svein Bjørn Olsen      |
| DIF              |  | Jan Rodvang            |
| DIF              |  | Helge Østvold          |
| DIF              |  | Andreas Morisbak       |
| DIF              |  | Knut Kolle             |
| CEN              |  | Knut Berg              |
| CEN              |  | Karl Johan Johannessen |
| ATT              |  | Jan Berg               |
| ATT              |  | Harald Berg            |
| ATT              |  | Ola Dybwad-Olsen       |
| ATT              |  | Jon Palmar Austnes     |

| Mjøndalen (4-3-3) |  |                     |
|                   |  |                     |
| POR               |  | Jan Erik Larsen     |
| DIF               |  | Ole Kristian Olsen  |
| DIF               |  | Hans Jørgen Jensrud |
| DIF               |  | Thorbjørn Loe       |
| DIF               |  | Terje Svendsen      |
| CEN               |  | John Olsen          |
| CEN               |  | Brede Skistad       |
| CEN               |  | Asbjørn Kristiansen |
| ATT               |  | Boye Skistad        |
| ATT               |  | Jan Erik Holmen     |
| ATT               |  | Per Rygsæther       |